# 丁仲篪
丁仲篪（1950年—），汉族，中华人民共和国政治人物、第十一届全国政协委员。
加入中国共产党，担任国有重点金融机构监事会主席、中国华融资产管理公司原总裁。2008年，当选第十一届全国政协委员，代表经济界，分入第三十五组。并担任经济委员会专委。